# Desmond Doss
Desmond Thomas Doss (7 tháng 2 năm 1919 - 
23 tháng 3 năm 2006) là một hạ sĩ quân đội Mỹ, ông từng là một lính cứu thương chiến trường cùng với một đại đội bộ binh trong Thế chiến II. Ông đã 2 lần được trao tặng Huân chương Sao đồng cho những hành động ở Guam và Philippines. Doss tiếp tục hành động dũng cảm trong trận Okinawa bằng cách cứu 75 người, trở thành người phản đối chiến đấu vì lương tâm duy nhất để nhận Huân chương Danh dự cho những hành động của mình trong Thế chiến II. Cuộc đời của ông là chủ đề của các cuốn sách, bộ phim tài liệu The Conscientious Objector, và phim Hacksaw Ridge được đánh giá cao năm 2016.

## Đầu đời
Desmond Doss sinh ra ở Lynchburg, Virginia, cha là ông William Thomas Doss (1893-1989), một thợ mộc, mẹ là bà Bertha Edward Doss (née Oliver) (1899–1983), một nội trợ và là công nhân xưởng giày. Mẹ ông đã nuôi dạy ông như một người theo đạo Cơ đốc phục lâm sùng đạo và thấm nhuần việc giữ ngày Sabát, bất bạo động, và ăn chay trường. Ông lớn lên ở khu vực Fairview Heights ở Lynchburg, Virginia, cùng với chị gái là  Audrey và em trai Harold.
Doss theo học tại trường Nhà thờ Cơ Đốc Phục Lâm Park Avenue cho đến năm lớp 8, và sau đó tìm được một công việc ở công ty Lynchburg Lumber để hỗ trợ gia đình trong suốt cuộc Đại khủng hoảng.

## Phục vụ chiến tranh thế giới lần II
Trước sự bùng nổ của chiến tranh thế giới lần thứ hai, Doss là một thợ làm gỗ ở xưởng tàu ở Newport News, Virginia. Ông đã lựa chọn phục vụ trong quân đội, mặc dù ông được phép hoãn nghĩa vụ quân sự bởi vì công việc ở xưởng đóng tàu của ông, vào ngày 1 tháng Tư năm 1942, tại Camp Lee, Virginia. Ông được đưa đến Fort Jackson ở Nam Carolina để huấn luyện với sự trở lại của sư đoàn bộ binh 77. Trong khi đó em trai ông là Harold phục vụ trên tàu USS Lindsey.
Doss từ chối việc giết kẻ thù cũng như mang vũ khí bên mình vào trận chiến bởi vì niềm tin cá nhân của ông vào đạo Cơ đốc phục lâm. Ông sau đó trở thành một lính cứu thương cho trung đội 2, đại đội B, tiểu đoàn 1, bộ binh 307, sư đoàn bộ binh 77.
Trong khi phục vụ trong trung dội của ông vào năm 1944 ở Guam và Philippines, ông được trao thưởng hai huân chương sao đồng với "V" device, cho việc trợ giúp đồng đội bị thương trên chiến trường. Trong suốt trận Okinawa, ông đã cứu được 50-100 mạng sống của các lính bộ binh bị thương trên khu vực được sư đoàn 96 gọi là vách đá Maeda hay Hacksaw Ridge. Doss bị thương bốn lần ở Okinawa, và được sơ tán vào ngày 21 tháng 5 năm 1945, trên tàu USS Mercy. Doss phải chịu đựng từ cánh tay trái bị gãy do một viên đạn từ một lính bắn tỉa và trong một lần đã bị 17 mảnh đạn văng vào cơ thể sau nỗ lực thất bại trong việc ném một quả lựu đạn ra khỏi chỗ ông cùng người đồng đội. Ông được trao tặng huân chương danh dự cho những hành động của ông tại Okinawa.